# Mărunței
Mărunței est une commune roumaine située dans le județ d'Olt.